# La vida que queríamos
La vida que queríamos (en alemán, Was wir wollten) es una película dramática austriaca de 2020 dirigida por Ulrike Kofler y protagonizada por Lavinia Wilson y Elyas M'Barek. El guion de Ulrike Kofler y Sandra Bohle, con la colaboración de Marie Kreutzer, está basado en el cuento Der Lauf der Dinge de Peter Stamm.
El estreno estaba originalmente programado para el 2 de noviembre de 2020 en el Gartenbaukino en Viena. En Austria, el estreno de la película en cines estaba originalmente programado para el 6 de noviembre de 2020, aunque se retrasó debido a la pandemia de COVID-19. La película se estrenó en Netflix fuera de Austria el 11 de noviembre de 2020 y en Austria el 22 de diciembre de 2020, sin el estreno en cines planeado originalmente. La película finalmente se estrenó en cines austriacos el 19 de mayo de 2021.

## Argumento
Niklas y Alice son una pareja feliz a la que realmente no le falta nada, pero aún sufren por su deseo insatisfecho de tener hijos. Ya han fracasado cuatro intentos de inseminación artificial mediante fecundación in vitro. Por lo tanto, los dos deciden tomarse un descanso en Cerdeña para repensar juntos sus planes de vida.
Surgen muchas cosas en Cerdeña que los dos habían tratado de reprimir hasta ahora. Una pareja tirolesa aparentemente de buen humor se muda a la casa de al lado. Sus dos hijos, el pubescente David y Denise, de cinco años, inicialmente dificultan que Alice acepte su deseo insatisfecho de tener hijos. El intento de suicidio de David cambia la actitud de Niklas y Alice hacia el sentido de la vida y uno sospecha que están abandonando su plan de vida anterior.

## Producción y antecedentes
El rodaje se llevó a cabo durante 30 días de 3 de octubre a 11. Noviembre de 2019, se rodó en Cerdeña y en Viena. La película fue apoyada por el Instituto de Cine de Austria, Filmstandort Austria (FISA), el Fondo de Cine de Viena, el Comune di Cagliari, la Fondazione Sardegna Film Commission y MIBAC. También participó la Corporación de Radiodifusión de Austria.
La película fue producida por Film AG Production GmbH, la antigua Novotny & Novotny de Franz Novotny, y los productores Alexander Glehr y Johanna Scherz. Kino Produzioni - Giovanni Pompili se encargó de la producción del servicio en Italia y la distribución de la compañía berlinesa Picture Árbol Internacional GmbH.
La cámara estaba en manos de Robert Oberrainer. Claus Benischke-Lang, Karim Weth y Nils Kirchhoff se encargaron del sonido y el diseño sonoro, Monika Buttinger del diseño de vestuario, Gerald Freimuth del diseño de producción, Rita Waszilovics del casting y Birgit Beranek y Christina Baier del maquillaje.
Después de la coproducción de la serie ORF Freud con más de 25 millones de hogares alcanzados a fines de marzo de 2020, Netflix anunció tres nuevos originales relacionados con Austria en septiembre de 2020: además de la licencia mundial de Lo que queríamos, el desarrollo de la serie Totenfrau se basó en cooperación con ORF en los libros de Bernhard Aichner y Kitz.

## Música
1. Cat Power: Nothing Really Matters
2. Cat Power: Stay
3. Anna Oxa: Controllo Totale
4. Dat Adam: Meep Meep
5. Mavi Phoenix: Fck It Up
6. Mi Fea Clementina: Never Be Yours
7. Cat Power: Stay
8. Sophie Hunger: The Is Still Pain Left

## Recepción
Claudia Reinhard dijo en el Frankfurter Allgemeine Zeitung que se puede ver en la película que Ulrike Kofler había trabajado principalmente como editora de películas hasta ese momento. El resultado es una película que despliega su poder a través del montaje, superpone imágenes inesperadas en diálogos fuera de campo, corta abruptamente conversaciones desesperadas y hace visibles mundos emocionales fragmentados en estilo collage.
Julian Weinberger elogió a los dos actores principales Lavinia Wilson y Elyas M'Barek en el Weser Kurier. Solo a través de gestos y miradas, los dos crearían una intensidad emocional impresionante.
Paul Kunz describió la película en filmpluskritik.com como un drama sólido que, en sus mejores momentos, aborda con sensibilidad una relación en crisis y, al hacerlo, plantea preguntas interesantes sobre la naturaleza de la asociación y cómo lidiar con la posibilidad de anhelos insatisfechos. Sin embargo, la película no pudo mantener el alto nivel de algunas escenas durante todo su tiempo de ejecución. Puede que Ulrike Kofler no haya hecho una película innovadora, pero definitivamente vale la pena verla.
Por otro lado, Markus Tschiedert llegó a la conclusión en Quotenmeter.de de que las imágenes especiales podrían haberse desarrollado en la pantalla del cine. Solo el drama de la relación melancólica permanecería en la pantalla, arrastrándose sin reflejos dramáticos.

## Premios y nominaciones
Presentación austriaca a la mejor película internacional para los Óscar 2021
Premio de Cine Austriaco 2021
- Nominación en la categoría Mejor Actriz de Reparto (Anna Unterberger)
- Nominado en la categoría Mejor Papel Secundario Masculino (Lukas Spisser)
- Nominación en la categoría Mejor Diseño de Sonido (Sonido original Claus Benischke-Lang, Diseño de sonido: Karim Weth, Nils Kirchhoff, Mezcla: Alexander Koller)

Premios Romy 2021
- Nominación en la categoría Mejor Cine Kino (Ulrike Kofler)
- Nominación en la categoría Mejor Cine Libro (Ulrike Kofler y Sandra Bohle con la colaboración de Marie Kreutzer)
- Nominación en la categoría Mejor Producción (Ulrike Kofler, Film AG, Alexander Glehr y Johanna Scherz)
- Nominación en la categoría Mejor Cine de Montaje (Marie Kreutzer)

Premio al mejor guion Thomas Pluch 2021
- Galardonado con el premio principal (Ulrike Kofler, Sandra Bohle y Marie Kreutzer basado en Der Lauf der Dinge de Peter Stamm)
- Nominación al premio especial

Diagonale 2021
- Galardonado con el Premio al Logro de Producción Innovadora (Film AG)

La película también fue preseleccionada para los Premios Globo de Oro 2021 (Mejor Película en Lengua Extranjera).

## Enlaces web
- Was wir wollten auf film-ag.at
- La vida que queríamos en Rotten Tomatoes (en inglés).